# Zaurornitoid
Zaurornitoid (Saurornithoides) – dinozaur z rodziny troodonów.

## Budowa
Wielkością zwierzę przypomina inne troodonty, jak geminiraptor, troodon, byronozaur czy zanabazar, choć ten ostatni był wedle części specjalistów nieznacznie większy od zaurornitoida.
Długa i ostro zakończona czaszka zaurornitoida przypominała ptasią. Na długość liczyła sobie 19,2 cm zmierzone od kości potylicznej podstawowej do przedszczękowej, nieco wyżej od kości potylicznej do oczodołu mierzyła już tylko 6,7 cm, co oznacza, że na pysk przypadało 12,5 cm. Zawierała pięć par otworów, szósty znajdował się w żuchwie. Autor opisu zwierzęcia przyrównuje je do znalezionych u opisanego w tej samej pracy welociraptora.
Kość potyliczna oglądana z tyłu jest wyższa, niż szersza, jak u byronozaura czy Troodon formosus.
Wyrostek leżący grzbietowo od okna przedoczodołowego leży poziomo, jak u geminiraptora, zanabazara czy byronozaura.
Nozdrza tylne zamykały połączone płytki kości podniebiennych.
Kość kwadratowa miała ruchome powierzchnie stawowe: poniżej z kością kwadratowo-jarzmową, a od góry z ciemieniową.
Kość szczękowa zaurornitoida przypomina najbardziej należącą do zanabazara (przez pewien czas zaliczanego do tego samego rodzaju, w dalszej kolejności zaś do odpowiednich kości innych przebadanych Troodontidae (Byronosaurus, Geminiraptor, Sinusonasus). Występujący w niej otwór u zaurornitoisda, geminiraptora i zanabazara był owalny, wydłużony w kierunku głowowo-ogonowym, duży. Sięgał brzegu dołu przedoczodołowego, czym akurat zaurornitoid i zanabazar różniły się od geminiraptora.
Szczęka (razem kości szczękowa i kość przedszczękowa liczyły sobie wedle autora opisu rodzaju 19 nie różniących się od siebie zbytnio zębów. Autorzy przeglądu z 2009 podają, iż w sumie zwierzę musiało ich za życia mieć 108. Zęby te, spłaszczone, ząbkowane tylko na tylnej powierzchni, nie przypominały zębów aktywnych raptorów. Cechy te uznano za cechę typową dla rodzaju. Z kolei ich spłaszczenie uznano za cechę typową dla gatunku, podobnie jak to, że ich rozmiar początkowo zmniejszał się, idąc od pierwszego do czwartego zęba przysiecznego, zwiększał się natomiast od pierwszego az do dziesiątego zęba kości szczękowej.
W stopie doliczono się czterech palców, z których 2. kończył się liczącym 3 cm zakrzywionym szponem. Ustępował on wielkością trzeciemu.

## Tryb życia i pożywienie
Wedle zdania odkrywcy rodzaju zaurornitoid był niewielkim, dwunożnym teropodem, wolniejszym od welociraptora.
Już Osborn zwrócił uwagę na różnice pomiędzy zębami zaurornitoida a welociraptora, nie dostrzegając u tego pierwszego przystosowań do chwytania szybko poruszającej się zdobyczy. naukowiec zaproponował, że dinozaur odżywiał się jajami, zauważając jednak konieczność wsparcia tej hipotezy dowodami.
Z kolei budowa nozdrzy wewnętrznych i ograniczających je kości podniebiennych rozważana była jako przystosowanie do wodnego trybu życia, jednakże odnaleziony już w holotypie fragment kończyny tylnej wykazuje adaptację do biegu i drapieżnego trybu życia. Podobne wnioski wypływają z analizy kręgów.

## Odkrycie
Historia odkrycia tego zwierzęcia sięga roku 1923, kiedy to wśród czerwonych piaskowców Shabarakh Usu formacji Djadochta znaleziono szczątki trzech nieznanych jeszcze nauce dinozaurów. Wszystkie okazały się należeć do teropodów, czyli dinozaurów drapieżnych. Pozostałości jednego z nich, znalezione 9 lipca wspomnianego roku, w czym udział miał chiński pomocnik paleontologów, Chih, dzięki długiemu i smukłemu dziobowi zostały początkowo uznane za skamieliny ptaka. Prócz czaszki z żuchwą i zębami, częściowo pokrytej piaskiem i zerodowanej jego działaniem, zawierały kręgi, miednicę oraz fragmenty kończyny tylnej, w tym stopę. Osborn zauważył też odcisk kresomózgowia i móżdżka. Prawdopodobnie należały do jednego osobnika. Przypominały ptasie do tego stopnia, że Walter Granger skatalogował je jako należące do gada lub uzębionego ptaka. Później uznano je za należące do przedstawiciela megalozaurów, uznając jednak jego bliskie pokrewieństwo z ptakami. W efekcie tego Ostrom nadał nowemu zwierzęciu nazwę rodzajową Saurornithoides, co znaczy "jaszczur przypominający ptaka". Dwa pozostałe gady naukowiec określił jako Velociraptor i Oviraptor.

### Zanabazar
Rodzajowi temu długo nie przypisano żadnych innych szczątków poza holotypowymi. Dopiero w 1964, 31 lat po odkryciu Osborna, Mongolsko-Sowiecka Ekspedycja Paleontologiczna natknęła się na niekompletny szkielet z dobrze zachowaną czaszką w Bugiin Tsav. Odkryte przez Barsbolda i Namsraya, stanowiły pierwszy okaz dinozaura zebrany przez mongolskiego naukowca. 10 lat po odkryciu Barsbold opisał zwierzę pod nazwą Saurornithoides junior. Gatunek typowy zaurornitoida był jednak drugim po troodoncie poznanym przez naukę przedstawicielem tej rodziny (jeszcze wtedy niewyróżnianej). Kolejne badania, a także liczne szczątki kolejnych Troodontidae, podważyły zasadność umieszczania obu gatunków w tym samym rodzaju, potwierdzając jednak ich bliskie pokrewieństwo. W związku z tym S. junior umieszczono w nowym rodzaju Zanabazar.

## Systematyka
W publikacji opisującej oba rodzaje Osborn uznał zaurornitoida za bardzo dalekiego krewnego welociraptora. Zaliczył jednak oba rodzaje do rodziny Megalosauridae.
Obecnie zwierzę należy do celurozaurów, a w ich obrębie do deinonychozaurów. Klad ten obejmuje dwie rodziny: dromeozaury i troodony właśnie. Tę ostatnią rodzinę określono też niegdyś mianem Saurornithoididae (Barsbold, 1974).
Z kolei praca ustanawiająca rodzaj Byronosaurus uważa go za grupę siostrzaną kladu zawierającego Troodon formosus i oba gatunki Saurornithoides. Jednakże opublikowana później w tym samym roku praca opisująca kolejnego nowego przedstawiciela troodontów, geminiraptora, wymienia klad złożony tylko z zaurornitoida i zanabazara, którego najbliższą grupę zewnętrzną stanowi Troodon.
Po przeniesieniu drugiego gatunku do odrębnego rodzaju rodzaj Saurornithoides pozostaje monotypowy.